# Avloh
Avloh ist ein Arrondissement im Departement Mono im westafrikanischen Staat Benin. Es ist eine Verwaltungseinheit, die der Gerichtsbarkeit der Kommune Grand-Popo untersteht.

## Demografie und Verwaltung
Gemäß der Volkszählung 2013 des beninischen Statistikamtes INSAE hatte das Arrondissement 4741 Einwohner, davon waren 2319 männlich und 2422 weiblich.
Von den 60 Dörfern und Quartieren der Kommune Grand-Popo entfallen neun auf Avloh:
1. Allongo
2. Avlo
3. Avlo Houta
4. Gninhountimè
5. Hakouè
6. Heyi Gbadji
7. Hounkounnou
8. Kouèta
9. Kpêko